# ジュニアクラウン
ジュニアクラウンとは岐阜県地方競馬組合が笠松競馬場のダート1400メートルで施行する、2歳馬による地方競馬の準重賞競走（平地競走）である。正式名称は「日刊スポーツ杯 ジュニアクラウン」であり、日刊スポーツ新聞社が優勝杯を提供している。2024年現在、JRA認定競走となっている。

## 競走条件・賞金等（2024年)
出走資格
サラブレッド系2歳・笠松所属
負担重量
別定。55kg、牝馬1kg減で、JRA認定競走勝馬は1kg増。
賞金額
1着300万円、2着120万円、3着75万円、4着45万円、5着30万円
副賞
日刊スポーツ新聞社賞。
その他
JRA認定競走であり、優勝馬は認定馬となる。

## 歴史
- 1972年 - 笠松競馬場のダート1400mにて、サラブレッド系3歳（現2歳）の東海（笠松・愛知）所属馬限定の重賞競走として創設。
- 1973年 - 笠松の古賀土生が騎手として史上初の連覇。
- 1975年 - 施行されず。
- 1976年 - 施行時期を冬から秋（9月 - 11月）に変更。代わりにジュニアグランプリが冬に施行される。
- 1993年
  - 第15回（1987年）優勝の半兄：オグリキヤツプ（母：ホワイトナルビー）の妹：オグリローマンが勝利し、本競走史上初の兄妹制覇を達成した。
  - 当時、笠松所属の安藤勝己が騎手として史上2人目の連覇。
- 1996年 - 東海地区重賞格付け制度施行によりSPII（スーパープレステージツー）に格付け。
- 2001年 - 馬齢表示の国際基準への変更に伴い、出走条件を「サラブレッド系3歳の東海所属馬」から「サラブレッド系2歳の東海所属馬」に変更。
- 2002年 - 当年のみ、夏に開催。
- 2009年 - 「笠松競馬場開設75周年記念」の副称が当年のみ付く[3]。
- 2010年 - スタリオンシリーズ競走に指定。
- 2011年
  - 日刊スポーツ新聞社から優勝杯の提供を受け、名称を現在の「日刊スポーツ杯 ジュニアクラウン」に変更。
  - 笠松の山中輝久が調教師として史上初の連覇。
- 2012年
  - 格付けを「重賞[4]・SPII[5]」から「準重賞[6]・P（プレステージ）[7]」へ変更。
  - 笠松所属馬限定のJRA認定競走として施行[8]。
- 2019年 - 「創刊70周年記念日刊スポーツ杯 ジュニアクラウン」の名称で施行。
- 2021年
  - 施行時期を11月に変更。
  - JRA認定競走から外れる。
- 2022年 - 施行時期を10月に戻す。
- 2023年 - 施行時期を9月に変更。
- 2024年 - 「創刊75周年記念日刊スポーツ杯 ジュニアクラウン」の名称で施行。

### 歴代優勝馬
馬齢は2000年以前については旧表記を用いる。
| 回数   | 施行日         | 優勝馬             | 性齢 | 所属 | タイム | 優勝騎手 | 管理調教師 |
| ------ | -------------- | ------------------ | ---- | ---- | ------ | -------- | ---------- |
| 第1回  | 1972年12月24日 | スワローキング     | 牡3  | 笠松 | 1:29.1 | 古賀土生 |            |
| 第2回  | 1973年12月23日 | ヤマノワド         | 牡3  | 笠松 | 1:29.8 | 古賀土生 | 大橋憲     |
| 第3回  | 1974年12月26日 | パリメウエプ       | 牡3  | 笠松 | 1:31.0 | 原定弘   | 中山和昭   |
| 第4回  | 1976年11月10日 | ハツシンロード     | 牡3  | 笠松 | 1:30.7 | 味坂勲   | 松村友二   |
| 第5回  | 1977年10月19日 | ウイロオー         | 牡3  | 笠松 | 1:31.8 | 松崎正志 | 鷲見昌勇   |
| 第6回  | 1978年10月18日 | エイブルダイオー   | 牡3  | 笠松 | 1:30.2 | 安藤勝己 | 梶原軍造   |
| 第7回  | 1979年10月21日 | イズミダツパー     | 牡3  | 笠松 | 1:31.4 | 町野良隆 | 大橋憲     |
| 第8回  | 1980年10月01日 | フジノシンゲキ     | 牡3  | 笠松 | 1:31.7 | 安藤光彰 | 伏見憲男   |
| 第9回  | 1981年09月30日 | マルカアロー       | 牡3  | 笠松 | 1:31.4 | 伊藤強一 | 神部幸夫   |
| 第10回 | 1982年10月09日 | ヒートウエース     | 牡3  | 笠松 | 1:30.5 | 川原正一 | 中山和昭   |
| 第11回 | 1983年10月09日 | アイノエンジエル   | 牝3  | 笠松 | 1:29.9 | 向井明   | 後藤保     |
| 第12回 | 1984年10月07日 | フジノリヨウ       | 牡3  | 笠松 | 1:30.3 | 安藤勝己 | 梶原軍造   |
| 第13回 | 1985年10月06日 | ヒロノトレジヤ     | 牝3  | 笠松 | 1:30.5 | 川原正一 | 後藤義亮   |
| 第14回 | 1986年10月05日 | ゴールドメージ     | 牡3  | 笠松 | 1:30.6 | 井上孝彦 | 荒川友司   |
| 第15回 | 1987年10月04日 | オグリキヤツプ     | 牡3  | 笠松 | 1:29.4 | 安藤勝己 | 鷲見昌勇   |
| 第16回 | 1988年10月02日 | ミツアキグシケン   | 牡3  | 笠松 | 1:31.2 | 川原正一 | 後藤義亮   |
| 第17回 | 1989年10月01日 | トウカイシヤトル   | 牡3  | 笠松 | 1:29.8 | 安藤光彰 | 小井土金一 |
| 第18回 | 1990年09月30日 | ボールドガバナー   | 牡3  | 笠松 | 1:31.4 | 天野貢   | 加藤健     |
| 第19回 | 1991年09月29日 | トミシノポルンガ   | 牡3  | 笠松 | 1:32.2 | 安藤勝己 | 荒川友司   |
| 第20回 | 1992年09月30日 | サブリナチェリー   | 牡3  | 笠松 | 1:31.3 | 安藤勝己 | 荒川友司   |
| 第21回 | 1993年09月29日 | オグリローマン     | 牝3  | 笠松 | 1:30.4 | 安藤勝己 | 鷲見昌勇   |
| 第22回 | 1994年10月02日 | フジノタイショウ   | 牡3  | 笠松 | 1:31.4 | 濱口楠彦 | 中山義宣   |
| 第23回 | 1995年10月01日 | ミスファッション   | 牝3  | 笠松 | 1:32.4 | 安藤光彰 | 山中輝久   |
| 第24回 | 1996年10月02日 | ラッキーチェイサー | 牡3  | 笠松 | 1:30.7 | 坂井薫人 | 岩崎幸紀   |
| 第25回 | 1997年10月19日 | フジノモンスター   | 牡3  | 笠松 | 1:30.4 | 安藤勝己 | 中山義宣   |
| 第26回 | 1998年10月15日 | ボナンザーローマン | 牡3  | 笠松 | 1:30.5 | 村井栄治 | 今井孝一   |
| 第27回 | 1999年11月05日 | ナイスチェリー     | 牝3  | 笠松 | 1:31.3 | 安藤勝己 | 荒川友司   |
| 第28回 | 2000年11月05日 | オグリパピー       | 牡3  | 笠松 | 1:32.3 | 安藤光彰 | 山中輝久   |
| 第29回 | 2001年11月07日 | サダムクリスタル   | 牡2  | 笠松 | 1:28.6 | 東川公則 | 後藤保     |
| 第30回 | 2002年08月28日 | エンシェント       | 牡2  | 笠松 | 1:30.4 | 安藤勝己 | 加藤健     |
| 第31回 | 2003年09月03日 | ノーススポット     | 牝2  | 笠松 | 1:30.3 | 安藤光彰 | 中山義宣   |
| 第32回 | 2004年10月13日 | ミラージェネス     | 牝2  | 笠松 | 1:29.1 | 土田龍也 | 柳江仁     |
| 第33回 | 2005年10月26日 | オグリアラシ       | 牡2  | 笠松 | 1:30.7 | 坂口重政 | 山中輝久   |
| 第34回 | 2006年10月03日 | トミノハマチャン   | 牡2  | 笠松 | 1:30.7 | 安部幸夫 | 藤田正治   |
| 第35回 | 2007年10月12日 | チェイリュイ       | 牡2  | 笠松 | 1:30.1 | 佐藤友則 | 井上孝彦   |
| 第36回 | 2008年10月31日 | ブルーベリー       | 牝2  | 笠松 | 1:30.5 | 岡部誠   | 後藤保     |
| 第37回 | 2009年10月30日 | ラブミーチャン     | 牝2  | 笠松 | 1:29.6 | 濱口楠彦 | 柳江仁     |
| 第38回 | 2010年10月29日 | モエレトゥループ   | 牝2  | 笠松 | 1:30.6 | 吉井友彦 | 山中輝久   |
| 第39回 | 2011年11月11日 | タッチデュール     | 牝2  | 笠松 | 1:29.7 | 大原浩司 | 山中輝久   |
| 第40回 | 2012年10月26日 | エイシンルンディー | 牝2  | 笠松 | 1:29.9 | 尾島徹   | 伊藤強一   |
| 第41回 | 2013年10月24日 | カツゲキイチバン   | 牡2  | 笠松 | 1:30.2 | 佐藤友則 | 柴田高志   |
| 第42回 | 2014年10月31日 | ティープリーズ     | 牝2  | 笠松 | 1:28.5 | 横川怜央 | 笹野博司   |
| 第43回 | 2015年10月01日 | ドリームダークアイ | 牝2  | 笠松 | 1:29.2 | 藤原幹生 | 笹野博司   |
| 第44回 | 2016年10月11日 | キングレイジング   | 牡2  | 笠松 | 1:29.0 | 藤原幹生 | 笹野博司   |
| 第45回 | 2017年09月28日 | ビップレイジング   | 牡2  | 笠松 | 1:29.6 | 藤原幹生 | 笹野博司   |
| 第46回 | 2018年10月04日 | ボルドープラージュ | 牝2  | 笠松 | 1:28.4 | 岡部誠   | 笹野博司   |
| 第47回 | 2019年10月10日 | ニュータウンガール | 牝2  | 笠松 | 1:28.5 | 向山牧   | 井上孝彦   |
| 第48回 | 2020年10月22日 | シャノンアーサー   | 牝2  | 笠松 | 1:30.2 | 筒井勇介 | 花本正三   |
| 第49回 | 2021年11月11日 | シルバ             | 牝2  | 笠松 | 1:30.0 | 藤原幹生 | 後藤正義   |
| 第50回 | 2022年10月20日 | ボルドーネセバル   | 牡2  | 笠松 | 1:30.9 | 渡邊竜也 | 笹野博司   |
| 第51回 | 2023年9月14日  | ワラシベチョウジャ | 牝2  | 笠松 | 1:29.7 | 渡邊竜也 | 笹野博司   |
| 第52回 | 2024年9月23日  | スターサンドビーチ | 牡2  | 笠松 | 1:29.2 | 渡邊竜也 | 笹野博司   |

#### 競走結果の出典
- ジュニアクラウン 歴代優勝馬 - 地方競馬全国協会
- JBISサーチ
  - 2012年、2013年、2014年、2015年、2016年、2017年、2018年、2019年、2020年、2021年、2022年、2023年、2024年